# Aphaobius kahleni
Aphaobius kahleni – gatunek chrząszcza z rodziny grzybinkowatych i podrodziny zyzkowatych. Endemit Słowenii.

## Taksonomia
Gatunek ten opisany został po raz pierwszy w 2010 roku przez Marca Bognolę i Dantego Vailatiego na łamach czasopisma „Scopolia”. Jako miejsce typowe wskazano Krasnicę w słoweńskim Slapie ob Idrijci. Epitet gatunkowy nadano na cześć Manfreda Kahlena, entomologa który odłowił holotyp.
W obrębie rodzaju należy do grupy gatunków milleri wraz z: A. alphonsi, A. forojulensis, A. fortesculptus, A. grottoloi, A. kaplai, A. kofleri, A. lebenbaueri, A. ljubnicensis, A. milleri, A. miricae i A. robustus.

## Morfologia
Chrząszcz o ciele długości od 2,7 do 3 mm. Ubarwienie ma w całości brązoworude. Głowa jest pozbawiona oczu i zaopatrzona w długie i cienkie, silnie wydłużone czułki, u samca sięgające tylnej ⅓ pokryw po rozprostowaniu do tyłu. Ich ósmy człon jest dwuipółkrotnie krótszy od poprzedniego. Przedplecze jest poprzeczne, od 1,6 do 1,8 raza szersze niż dłuższe, najszersze w nasadowej ⅓, o bokach równomiernie łukowatych w części przedniej i zbieżnych w tylnej, a tylnych kątach ostrych, ale niespiczastych. Stosunek długości do szerokości jajowatych, najszerszych w połowie pokryw wynosi od 1,4 do 1,5. Powierzchnia pokryw jest poprzecznie rowkowana. Skrzydeł tylnej pary brak zupełnie. Płat środkowy edeagusa samczych genitaliów jest nieco dłuższy niż paramery i w widoku grzbietowym ma boczne brzegi części odsiebnej prawie równoległe, tylko przed samym szeroko zaokrąglonym szczytem zakrzywione i zbieżne. Dosiebna krawędź szczytowego otworu edeagusa jest wklęśnięta lub prosta.

## Ekologia i występowanie
Owad palearktyczny, południowoeuropejski, endemiczny dla Słowenii. Znany jest z dwóch jaskiń, Krasnicy i Zidanicy v Žlebeh, położonych w obszarze krasowych wschodniej strony Šentviškiej gory.